# Sabacon dhaulagiri
Espèce
Sabacon dhaulagiri est une espèce d'opilions dyspnois de la famille des Sabaconidae.

## Distribution
Cette espèce est endémique de la province de Gandaki au Népal,. Elle se rencontre dans le district de Mustang.

## Description
Le mâle holotype mesure 3,8 mm.

## Systématique et taxinomie
Cette espèce a été décrite par Martens en 1972.

## Étymologie
Son nom d'espèce lui a été donné en référence au lieu de sa découverte, Dhaulagiri Himal.

## Publication originale
- Martens, 1972 : « Opiliones aus dem Nepal-Himalaya. I. Das Genus Sabacon Simon (Arachnida: Ischyropsalididae). » Senckenbergiana biologica, vol. 53, no 3/4, p. 307–323.